# Санбери (Охајо)
Санбери (енгл. Sunbury) град је у америчкој савезној држави Охајо.

## Демографија
По попису из 2010. године број становника је 4.389, што је 1.759 (66,9%) становника више него 2000. године.
| Група             | 2000.         | 2010.         |
| Белци             | 2.553 (97,1%) | 4.134 (94,2%) |
| Афроамериканци    | 10 (0,4%)     | 50 (1,1%)     |
| Азијати           | 6 (0,2%)      | 47 (1,1%)     |
| Хиспаноамериканци | 29 (1,1%)     | 75 (1,7%)     |
| Укупно            | 2.630         | 4.389         |